# Anycles brinkleyi
Anycles brinkleyi là một loài bướm đêm thuộc phân họ Arctiinae, họ Erebidae.